# Cottanello
Cottanello település Olaszországban, Lazio régióban, Rieti megyében. Lakosainak száma 526 fő (2023. január 1.). Cottanello Configni, Contigliano, Greccio, Montasola, Vacone és Stroncone községekkel határos.

## Népesség
A település lakossága az elmúlt években az alábbi módon változott:
| Lakosok száma | 564  | 538  | 526  |
|               | 2017 | 2018 | 2023 |